# البيسانية (قفل شمر)

تعديل مصدري - تعديل

البيسانية هي إحدى قرى عزلة المخلاف بمديرية قفل شمر التابعة لمحافظة حجة، بلغ تعداد سكانها 115 نسمة حسب تعداد اليمن لعام 2004.